# Bianchi 12/20 HP

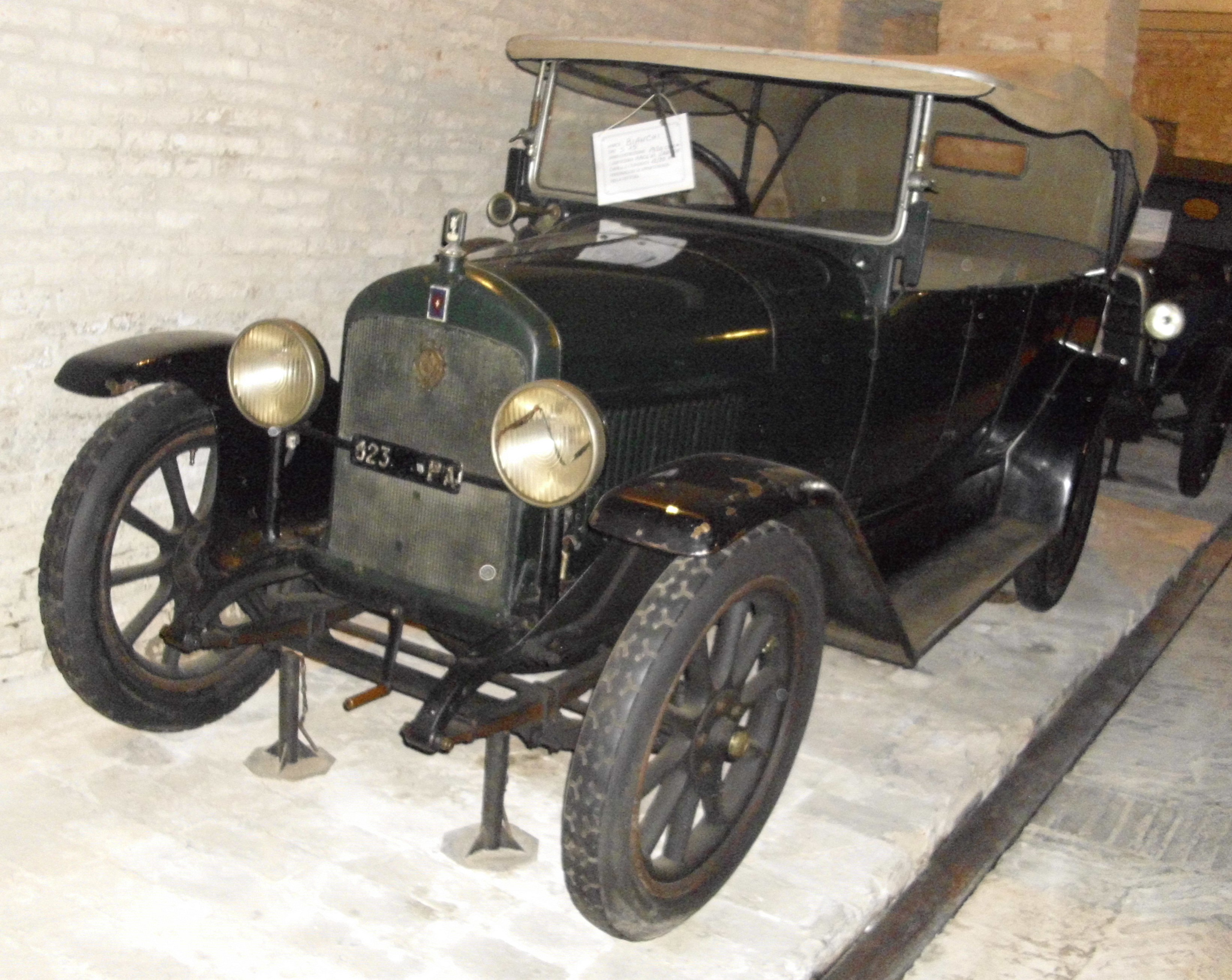
Bianchi Tipo 15 von 1920

Bianchi 12/20 HP war eine Baureihe von Pkw-Modellen des italienischen Herstellers Bianchi.

## Beschreibung
Die Reihe umfasste die Modelle Bianchi Tipo 12 (1919–1922), Bianchi Tipo 15 (1919–1922) und Bianchi Tipo 16 (1923–1925).
Gemeinsamkeit war ein wassergekühlter Vierzylinder-Reihenmotor. Er hatte 64 mm Bohrung, 100 mm Hub und 1287 cm³ Hubraum.